# Ed Moran (Langstreckenläufer)
Ed Moran (* 27. Mai 1981) ist ein US-amerikanischer Langstreckenläufer.
2007 siegte er bei den Panamerikanischen Spielen in Rio de Janeiro über 5000 m.
2008 erreichte er bei den Crosslauf-Weltmeisterschaften in Edinburgh nicht das Ziel und verpasste als Vierter über 10.000 m bei den US-Ausscheidungskämpfen knapp die Teilnahme an den Olympischen Spielen in Peking.
Im Jahr darauf kam er bei den Crosslauf-WM 2009 in Amman auf den 60. Platz.
2011 wurde er Zehnter beim New-York-City-Marathon, und 2012 belegte er beim New-York-City-Halbmarathon den 18. Platz.

## Persönliche Bestzeiten
- 3000 m: 7:47,86 min, 22. Juli 2008, Stockholm
- 5000 m: 13:20,25 min, 6. August 2010,	Stockholm
  - Halle: 13:50,97 min, 3. Dezember 2006, Newport News
- 10.000 m: 27:43,13 min, 29. April 2007, Palo Alto
- Halbmarathon: 1:02:51 h, 18. März 2012, New York City
- Marathon: 2:11:47 h, 6. November 2011, New York City